# Shigemaru Takenokoshi
Shigemaru Takenokoshi (15. februar 1906 - 6. oktober 1980) var en japansk fodboldspiller.

## Japans fodboldlandshold
| Japans landshold | Japans landshold | Japans landshold |
| År               | Kmp              | Mål              |
| ---------------- | ---------------- | ---------------- |
| 1925             | 1                | 0                |
| 1926             | 0                | 0                |
| 1927             | 2                | 1                |
| 1928             | 0                | 0                |
| 1929             | 0                | 0                |
| 1930             | 2                | 0                |
| Total            | 5                | 1                |